# Шарлотте Оґор
Шарлотте Оґор (дан. Charlotte Aagaard; нар. 1 грудня 1977) — колишня данська тенісистка.
Найвищу одиночну позицію світового рейтингу — 389 місце досягла 26 жовтня 1998, парну — 320 місце — 21 вересня 1998 року.
Здобула 6 парних титулів.

## Фінали ITF

### Одиночний розряд: 5 (0–5)
| Результат | Ранг | Дата            | Турнір             | Покриття | Суперниця         | Рахунок       |
| --------- | ---- | --------------- | ------------------ | -------- | ----------------- | ------------- |
| Поразка   | 1.   | 25 вересня 1995 | Анталія, Туреччина | Тверде   | Stefanie Meyer    | 2–6, 0–6      |
| Поразка   | 2.   | 16 грудня 1996  | Кейптаун, ПАР      | Тверде   | Лара Ван Роєн     | 6–7(6), 0–6   |
| Поразка   | 3.   | 27 липня 1998   | Катанія, Італія    | Ґрунт    | Sandra Mantler    | 6–2, 2–6, 4–6 |
| Поразка   | 4.   | 12 жовтня 1998  | Нікосія, Кіпр      | Ґрунт    | Естер Мольнар     | 1–6, 4–6      |
| Поразка   | 5.   | 26 червня 2000  | Бостад, Швеція     | Ґрунт    | Марія Вольфбрандт | 2–6, 0–6      |

### Парний розряд: 8 (6–2)
| Результат | Ранг | Дата             | Турнір                    | Покриття | Партнерка          | Суперниці                               | Рахунок       |
| --------- | ---- | ---------------- | ------------------------- | -------- | ------------------ | --------------------------------------- | ------------- |
| Перемога  | 1.   | 22 грудня 1996   | Кейптаун, ПАР             | Тверде   | Майкен Папе        | Наталі Грандін Алісія Піллай            | 5–7, 6–2, 6–3 |
| Поразка   | 1.   | 21 квітня 1997   | Біоград-на-Мору, Хорватія | Ґрунт    | Катя Альтілія      | Катарина Среботнік Єлена Костанич-Тошич | 4–6, 2–6      |
| Перемога  | 2.   | 6 жовтня 1997    | Салоніки, Греція          | Тверде   | Катя Альтілія      | Нора Кевеш Адрієнн Хегюдюш              | 7–6(5), 6–1   |
| Перемога  | 3.   | 19 жовтня 1997   | Нікосія, Кіпр             | Ґрунт    | Катя Альтілія      | Ева Крейчова Людмила Черванова          | 6–4, 7–5      |
| Перемога  | 4.   | 19 січня 1998    | Бостад, Швеція            | Тверде   | Майкен Папе        | Габріела Хмелінова Міхаела Паштікова    | 7–6(5), 6–3   |
| Поразка   | 2.   | 28 вересня 1998  | Льєйда, Іспанія           | Ґрунт    | Maria Rasmussen    | Патрісія Азнар Маріам Рамон Клімент     | 2–6, 0–6      |
| Перемога  | 5.   | 2 листопада 1998 | Рунгстед, Данія           | Тверде   | Майкен Папе        | Ґюльберк Ґюльтекін Karina Karner        | 6–4, 6–2      |
| Перемога  | 6.   | 12 липня 1999    | Сецце, Італія             | Ґрунт    | Ніно Луарсабішвілі | Eva Belbl Шеллі Стефенс                 | 6–2, 6–2      |